# Lindsay Daenen
Lindsay Daenen (12 juni 1994) beter bekend als Lindsay is een Belgische zangeres die meedeed aan het Junior Eurovisiesongfestival 2005.
Bij dit festival haalde ze met haar nummer Mes rêves de tiende plek met 63 punten.
In 2006 bracht ze een 2e liedje uit: L'amitié.
2003: X!NK · 
2004: Free Spirits · 
2005: Lindsay · 
2006: Thor! · 
2007: Trust · 
2008: Oliver · 
2009: Laura · 
2010: Jill & Lauren · 
2011: Femke · 
2012: Fabian